# Baima Jian
Baima Jian är ett berg i Kina. Det ligger i provinsen Anhui, i den östra delen av landet, omkring 130 kilometer sydväst om provinshuvudstaden Hefei. Toppen på Baima Jian är 1 745 meter över havet, eller 526 meter över den omgivande terrängen. Bredden vid basen är 6,1 km.
Runt Baima Jian är det ganska tätbefolkat, med 144 invånare per kvadratkilometer. I omgivningarna runt Baima Jian växer i huvudsak blandskog.
Genomsnittlig årsnederbörd är 1 703 millimeter. Den regnigaste månaden är juli, med i genomsnitt 279 mm nederbörd, och den torraste är januari, med 45 mm nederbörd.